# Emiel Jozef De Smedt
Emiel Maria Jozef De Smedt (Opwijk, 30 oktober 1909 - Brugge, 1 oktober 1995) was de 24ste bisschop van Brugge.

## Levensloop
Emiel Jozef De Smedt werd geboren in een brouwersfamilie in Opwijk. De familie had voorvaders in de gemeente Opwijk tot in de 14de eeuw. Hij was de zoon van Joseph De Smedt (1875-1968), brouwer en burgemeester van Opwijk en van Sophie Couckx (1883-1969). Van de negen kinderen in het gezin, was hij de oudste.
Na zijn humaniora in Boom ging De Smedt studeren aan het seminarie van Mechelen en aan de Gregoriana te Rome. Daar behaalde hij het doctoraat in de filosofie en de theologie. Zijn proefschrift in de theologie (1938) behandelde 'De eenheid van de H. Geest met de rechtvaardige, volgens Basilius de Grote'.
In 1933 werd De Smedt tot priester gewijd en in 1935 werd hij benoemd tot professor en geestelijk directeur aan het Sint-Jozefseminarie in Mechelen. In 1945 werd hij president van het Mechelse Grootseminarie.
Op 29 juni 1950 werd hij tot hulpbisschop van het aartsbisdom Mechelen-Brussel gewijd en tot titulair bisschop van Elusa benoemd. Zijn wapenspreuk was 'Ministrando' (In dienstbaarheid).

## Bisschop van Brugge
Op 30 juli 1952 werd hulpbisschop De Smedt tot 24ste bisschop van Brugge benoemd, het ambt dat hij tot in 1984 zou uitoefenen. Op 7 september werd hij in de Brugse kathedraal geïnstalleerd.
Tijdens zijn episcopaat wijdde hij 620 diocesane priesters, onder wie Johan Bonny, Roger Vangheluwe en Godfried Danneels. Ook werd hij co-consecrator bij de bisschopswijdingen van Godfried Danneels, van zijn hulpbisschoppen Maurits Gerard De Keyzer en Eugeen Laridon en van zijn opvolger Roger Vangheluwe.
Vooral tijdens de eerste tien jaar van zijn episcopaat kende de Kerk in zijn diocees een opmerkelijke ontwikkeling. Een groot aantal kerken, scholen, parochiecentra en kloosters werd gebouwd. De financiering ervan gebeurde voor een gedeelte door de jaarlijkse tombola die in het kader van Domus Dei werd georganiseerd en waarvoor aan alle gelovigen om medewerking werd gevraagd.

## De schoolstrijd
In 1954 kwam een socialistisch-liberale regering tot stand, die de homogene CVP-regering uit de periode 1950-1954 opvolgde. Deze regering, geleid door Achiel Van Acker, had als een van haar voornemens een nieuwe wetgeving tot stand te brengen die minder gunstig zou zijn voor het katholiek scholennet. De minister van onderwijs Leo Collard nam hierin het voortouw en werd kop van jut bij de katholieke opinie. Deze nieuwe schoolstrijd nam grote afmetingen aan en leidde tot massale manifestaties. Het bisdom Brugge nam in de strijd een belangrijke plaats in. Als tegenzet werden onder meer talrijke nieuwe scholen opgericht of bestaande aanzienlijk uitgebreid. Hiervoor werd niet vergeefs een actief beroep gedaan op de vrijgevigheid van de bevolking, vooral via de organisatie 'School en Gezin'.
Toen de verkiezingen van 1 juni 1958 zich aankondigden, werd aangenomen dat het om een cruciaal moment ging. Indien de rood-blauwe coalitie verder kon doorgaan, was er geen verbetering voor het katholiek onderwijs in het zicht. Alles werd er dus op gezet opdat deze meerderheid zou kantelen en de CVP de verloren positie zou herwinnen. De CVP won de volstrekte meerderheid in de Senaat, maar behaalde die op enkele zetels na niet in de Kamer van volksvertegenwoordigers. Als gevolg aan de nieuwe situatie werd onder de partijen een bestand afgesproken en werd een schoolpact afgesloten dat de schoolvrede moest bewerkstelligen en tot op vandaag de basis vormt van de verhoudingen tussen de overheid en de verschillende scholennetten.
In het behalen van het verkiezingsresultaat had bisschop De Smedt een niet onbelangrijke rol gespeeld. Hij had namelijk op 25 mei 1958 een herderlijke brief in alle kerken doen voorlezen waarin hij verklaarde dat het te bereiken doel vereiste dat alle gelovigen voor de CVP zouden stemmen en 'stemmen voor de Volksunie in de huidige omstandigheden zwaar zondig' was. De Volksunie had er zijn hoop op gesteld bij deze verkiezing een doorbraak te realiseren. Die bleef uit en de partij haalde nauwelijks meer stemmen en bleef met slechts één zetel in de Kamer vertegenwoordigd. De tussenkomst van de Brugse bisschop (die niet op even kordate wijze gevolgd werd door de andere bisschoppen) werd dan ook in de Vlaams-nationalistische kringen bijzonder kwalijk genomen en blijft een belangrijk element in de levensbeschrijving van de bisschop. Zijn tussenkomst was het laatste publieke stemadvies vanwege een Belgische bisschop.

## Rol tijdens het Tweede Vaticaans Concilie en op het vlak van Oecumene
Toen het Tweede Vaticaans Concilie in 1959 werd aangekondigd, begon de actieve periode van bisschop De Smedt in Rome. Hij zou uitgroeien tot een van de opvallende deelnemers. Hij werd lid en woordvoerder van een van de onderdelen van de vergadering, het Secretariaat voor de Eenheid onder de Christenen.
Op 19 november 1962 hield hij een opmerkelijke tussenkomst tijdens de plenaire concilievergadering, waarin hij, als woordvoerder van het Secretariaat voor de Eenheid onder de Christenen, bemerkingen formuleerde over de tekst die werd voorgelegd aangaande 'Schrift en Traditie'. Als gevolg hiervan besliste paus Johannes XXIII dat de ontwerptekst grondig zou herzien worden.
Op 3 december 1962 haalde hij de wereldpers met zijn felle kritiek op het klerikalisme en het juridisme die binnen de Kerk volgens hem heersten en dat hij met een woord van eigen vinding resumeerde als 'triomfalisme'.
In de latere conciliejaren hield hij zich voornamelijk bezig met problemen van godsdienstvrijheid en van pastorale vernieuwing.

## De kwestie Leuven
In het begin van de jaren zestig werd de eenheid of de splitsing van de katholieke universiteit in Leuven een van de twistpunten in de Belgische communautaire discussies.
Een eerste stap werd in 1962 gezet door een de-facto-splitsing aan de top van de universiteit, waarin onder een algemene rector magnificus, een Vlaamse en een Franstalige organisatie tot stand kwam. De Belgische bisschoppen, als inrichtende macht, hielden aan de eenheid van de alma mater en bevestigden dit in een gezamenlijk mandement op 13 mei 1966.
Aan Vlaamse kant, vooral bij de studentenverenigingen, werd de evolutie onvoldoende geacht en werd hevig strijd gevoerd voor 'Leuven Vlaams'. Op 2 februari 1968 deed Mgr. De Smedt een opzienbarende verklaring, zeggende dat hij zich 'schromelijk had vergist' door vast te houden aan de eenheid van de twee universitaire vleugels. Niet lang daarna was de splitsing een feit. In 1970 namen twee universiteiten de juridische opvolging van de eenheidsstructuur. De Katholieke Universiteit Leuven bleef in deze stad gevestigd, terwijl de Université catholique de Louvain een nieuwe universiteitsstad bouwde in Ottignies, onder de naam Louvain-la-Neuve.

## Rust
Bisschop De Smedt nam ontslag en werd emeritus op 15 december 1984. De leeftijdsgrens werd hierin gesterkt door gezondheidsproblemen. Hij nam zijn intrek in een woning in de Naaldenstraat, die behoorde tot de kloostergemeenschap en het rusthuis Bladelin. Hij woonde er discreet en kwam nog nauwelijks in de openbaarheid. Hij bleef helemaal op de achtergrond tijdens het pausbezoek van 1985. Korte tijd voor zijn dood werd hij door alzheimer geplaagd. Hij werd in 2002 bijgezet in de crypte van de Brugse kathedraal, net als zijn voorgangers.

## Publicaties
- Het grote mysterie, Tielt, 1955
- Christelijk buurtleven. Een weg tot parochiale vernieuwing, Tielt, 1959
- Het priesterschap van de gelovigen, Tielt, 1961
- Voor een klimaat van vrijheid: persoonlijke beslissing en kerkelijke verbondenheid, Brussel, 1967
- Dag vriendelijk licht. Voor een hartelijke kerk, Tielt, 1975
- Zaad van vreugde: zo wat gedachten voor goede en kwade dagen, Tielt, 1978
- Van dieren en mensen: zo wat gedachten voor goede en kwade dagen, Tielt, 1979
- Man en vrouw schiep Hij hen: ethische oriëntaties in de seksuele opvoeding, Tielt, 1979
- Met minnende kracht, Tielt, 1981
- Signalen van een blije morgen: zo wat gedachten voor goede en kwade dagen, Tielt, 1984